# Козюлино
Козю́лино (рос. Козюлино) — присілок у складі Томського району Томської області, Росія. Входить до складу Моряковського сільського поселення.

## Населення
Населення — 68 осіб (2010; 97 у 2002).
Національний склад (станом на 2002 рік):
- росіяни — 100 %